# Palazzo Wanny
Palazzo Wanny (noto anche come PalaWanny) è una arena coperta sita nella città di Firenze, in zona San Bartolo a Cintoia, aperta al pubblico dal 5 febbraio 2022.

## Storia
Il progetto e lo sviluppo della struttura sono stati possibili grazie all’imprenditore Wanny Di Filippo, patron dell'Azzurra Volley Firenze, promotore e finanziatore di tutto il progetto. Il progetto è stato sostenuto dal sindaco di Firenze Dario Nardella, dal presidente dell’Istituto per il credito sportivo Andrea Abodi, dall’assessore allo Sport del Comune di Firenze Cosimo Guccione e dal Presidente della Regione Toscana Eugenio Giani.
L'inizio delle attività del corpo sussidiario è avvenuto il 30 settembre 2021, mentre l'entrata in funzione dello spazio principale avrebbe dovuto essere il 26 dicembre dello stesso anno, in occasione del derby toscano di Serie A1 di pallavolo femminile fra il San Casciano e la Savino Del Bene, con entrambe le formazioni che poi avrebbero eletto a sede delle proprie partite interne il nuovo impianto, ma il rinvio dell'incontro a causa della positività di alcune atlete ha portato a posticipare l'evento al 5 febbraio 2022, con la partita fra il club di San Casciano in Val di Pesa e il Roma Club.

## Eventi sportivi
Il 21 luglio 2022 è stata annunciata l'organizzazione di un torneo di tennis dell'ATP Tour 250 che si è tenuto dal 10 al 16 ottobre 2022. Palazzo Wanny avrà inoltre la possibilità di ospitare il campionato di pallavolo femminile e maschile di serie A1 e le gare internazionali; il progetto prevede inoltre la possibilità di ospitare altri sport come il calcio a 5, la pallacanestro, la pallamano, la ginnastica, il judo, il karate e molti altri. Dal 26 al 29 agosto 2023 è stato sede di alcuni degli ottavi e quarti di finale del Campionato europeo femminile di pallavolo.

## Descrizione
L'idea chiave del progetto di Palazzo Wanny si basa sul concetto di “spazio pubblico”, attraverso la progettazione di un complesso che prevede come corpo centrale la realizzazione del Palasport, con una capienza di 3.500/4.000 posti per attività sportiva e di 4.500/5.000 posti per le altre attività e, come corpo sussidiario, una seconda struttura con una palestra di allenamento, una sala wellness, un centro fisioterapico, gli uffici della società e un bar.
L'intero spazio ha la possibilità di accogliere manifestazioni sportive, concerti e spettacoli, congressi ed eventi aziendali.